# Buguias
Buguias is een gemeente in de Filipijnse provincie Benguet op het eiland Luzon. Bij de laatste census in 2007 had de gemeente bijna 35 duizend inwoners.

## Geografie

### Bestuurlijke indeling
Buguias is onderverdeeld in de volgende 14 barangays:
| - Abatan - Amgaleyguey - Amlimay - Baculongan Norte - Bangao - Buyacaoan - Calamagan | - Catlubong - Loo - Natubleng - Poblacion - Baculongan Sur - Lengaoan - Sebang |

## Demografie
Buguias had bij de census van 2007 een inwoneraantal van 34.507 mensen. Dit zijn 1.330 mensen (4,0%) meer dan bij de vorige census van 2000. De gemiddelde jaarlijkse groei komt daarmee uit op 0,54%, hetgeen lager is dan het landelijk jaarlijks gemiddelde over deze periode (2,04%). Vergeleken met de census van 1995 is het aantal mensen met 6.473 (23,1%) toegenomen.

De bevolkingsdichtheid van Buguias was ten tijde van de laatste census, met 34.507 inwoners op 176 km², 196,1 mensen per km².